# Suwenxue congkan
Sammelwerk volkstümlicher Literatur (chinesisch 俗文學叢刊, Pinyin Sūwénxué cóngkān), englischer Nebentitel Folk Literature: Materials in the Collection of the Institute of History and Philology, ist eine 620-bändige Sammlung mit fotomechanischen Reproduktionen chinesischer performativer Literatur, die von 2002 bis 2016 beim Verlag Shin Wen Feng  (chinesisch 新文豐出版) in Taipeh erschienen ist.  Es handelt sich um eines der bedeutendsten chinesischen Sammelwerke (cóngshū 叢書), mit einer Auswahl von Texten der sogenannten Volksliteratur ab dem 18. Jahrhundert (Theaterstücke, Erzähltexte, Volks- und Bänkellieder, Scherzgeschichten u. a.) aus dem Bestand der Fù-Sīnián-Bibliothek des Instituts für Geschichte und Philologie an der taiwanischen Academia Sinica (chinesisch 中央研究院歷史語言研究所傅斯年圖書館).

## Bedeutung
Sūwénxué cóngkān stellt eine der wichtigsten Quellen für die Erforschung der chinesischen performativen Literatur der neuesten Zeit dar.
Das Sammelwerk enthält performative Texte ab der Qiānlóng-Periode (1736–1795) bis zur frühen Republik. Diese Libretti wurden bis in die 1930er Jahre in China verlegt und waren frei erhältlich. Die Qualität der Drucke ist höchst unterschiedlich – Prachtausgaben wechseln mit offensichtlicher Massenware ab. Die Materialien wurden von dem Historiker Fù Sīnián 傅斯年 (1896–1950) zusammengetragen, dem Gründungsdirektor des Instituts für Geschichte und Philologie an der Academia Sinica.
Eine Datenbank, in der sämtliche Einzeltitel der Sammlung aufgeführt sind, wurde an der Fakultät für Ostasienwissenschaften der Ruhr-Universität Bochum erstellt.

## Inhalte
Die Sammlung umfasst ca. 20.000 Titel in mehr als 10.000 Faszikeln. Die gedruckte Anthologie ist unterteilt in Generalia (darunter Reproduktionen ganzer Fachzeitschriften, Noten sowie Material für den Instrumentalunterricht) und in einen Hauptteil mit photomechanischen Reproduktionen performativer Texte. Diese sind nach Genres und den geschichtlichen Perioden, in denen die Handlung spielt, gegliedert.
Die abgebildeten Operntexte gehören verschiedenen Regionalgattungen an, darunter Gāoqiāng- 高腔, Kūnqǔ- 昆曲, Peking- (Jīngjù 京劇), Ānhuī- (Huījù 徽劇), Cháozhōu- (Cháojù 潮劇) und Kantonesische Oper (Yuèjù 粵劇).
Daneben gibt es Schattenspiele und tánhuáng 彈簧, eine Form des prosimetrischen, nicht-szenischen Erzählens, sowie balladen- und volksliedartige Texte. Die angekündigten Bände 501 bis 600 sollen, neben einem Gesamtindex, vor allem nicht-szenische Texte (sog. qǔyì 曲藝) enthalten.

## Belege
1. ↑  https://www.ruhr-uni-bochum.de/oaw/slc/forschung.html
2. ↑  https://www.swfc.com.tw/products/17_43/1.htm